# Nuevediario (noticiero chileno)
Nuevediario fue un informativo televisivo chileno, emitido entre 1970 y 1973 por Canal 9. Inició sus emisiones reemplazando al noticiero El continental. Su director era el periodista Augusto Carmona Acevedo, quien a la vez se desempeñaba como Jefe del Departamento de Prensa de Canal 9. Tenía los comentarios de Carlos Jorquera, Frida Modak y Augusto Olivares en política, Darío Rojas en internacional, Máximo Clavería en deportes y Carlos Alberto Cornejo en cine y espectáculos.
Entre junio de 1971 y diciembre de 1972, Nuevediario era precedido por la teleserie peruana Simplemente María, la cual logró altos índices de audiencia en Santiago de Chile. Sin embargo, las altas audiencias de la telenovela no se mantenían a la hora de emisión del informativo. Hacia 1972, los lectores de Nuevediario eran Justo Camacho, Soledad de los Reyes y Alejandro Fortuño.
Entre los días 17 de junio y 8 de septiembre de 1973, debido a la ocupación de Canal 9 por parte de sus trabajadores, la rectoría de la Universidad de Chile lanza una señal alternativa, Canal 6. Durante aquel período, Nuevediario se mantuvo en emisión por Canal 9, mientras que Canal 6 emitía el noticiero TeleU, el cual reemplazaría definitivamente a Nuevediario luego del desalojo de Canal 9, el 8 de septiembre de 1973.
Este informativo tuvo competencia con los demás informativos centrales: Martini al instante y Noticiero, ambos de Televisión Nacional y Teletrece de la Corporación de Televisión de la Universidad Católica de Chile.